# Vivante (album)
Pour l’article homonyme, voir Vivante.
Albums de Amel Bent
Sorore
(2021) Minuit une
(2025)
Singles
1. Jusqu'au bout (feat. Imen Es)
Sortie : 12 juin 2020
2. 1,2,3 (feat. Hatik)
Sortie : 30 octobre 2020
3. Le chant des colombes
Sortie : 2 juillet 2021
4. Ton nom
Sortie : 3 décembre 2021
5. Lossa (feat. Benny Adam)
Sortie : 10 juin 2022
6. Tu l’aimes encore (feat. Dadju)
Sortie : 27 septembre 2022

Vivante est le septième album studio de la chanteuse française Amel Bent sorti le 1er octobre 2021,. 
Trois singles ont été lancés pour la promotion de l'album. L'album s'érige à la 1re place des meilleures ventes en France, dès la première semaine de sa sortie.

## Promotion
Le premier single est Jusqu'au bout en duo avec Imen Es, sorti le 12 juin 2020. Le second est 1,2,3 en featuring avec Hatik, sorti le 30 octobre 2020. Le troisième est Le chant des colombes.
Le quatrième single est Ton nom, sorti avec un clip le 31 janvier 2022. Le cinquième single est extrait de la réédition de Vivante. Il se nomme Lossa en collaboration avec Benny Adam et est sorti le 10 juin 2022,.

## Liste des pistes
| 1.  | Vivante                         | Amel Bent, Nadjee, Hamza Meghouar                   | Amel Bent, Nadjee, Hamza Meghouar, Wendy Milton     | 1:32 |
| 2.  | Jusqu'au bout (feat. Imen Es)   | Amel Bent, John Mamann, Renaud Rebillaud, Vitaa     | Amel Bent, Vitaa, Renaud Rebillaud, John Mamann     | 2:56 |
| 3.  | Tourner la tête                 | Slimane                                             | Slimane                                             | 3:18 |
| 4.  | 1,2,3 (feat. Hatik)             | Amel Bent, Vitaa, Dadju, Renaud Rebillaud, Hatik    | Vitaa, Amel Bent, Renaud Rebillaud, Hatik, Dadju    | 3:46 |
| 5.  | Ton nom                         | Amel Bent, Vitaa, Renaud Rebillaud                  | Vitaa, Renaud Rebillaud                             | 3:32 |
| 6.  | Ça fait mal                     | Amel Bent, Vitaa, Dadju                             | Vitaa, Dadju, MKL                                   | 3:00 |
| 7.  | Tu l'aimes encore (feat. Dadju) | Vitaa, Dadju, Renaud Rebillaud                      | Vitaa, Dadju, Renaud Rebillaud                      | 3:13 |
| 8.  | À l'infini                      | Amel Bent, Nadjee, Hamza Meghouar                   | Nadjee, Hamza Meghouar, Wendy Milton                | 3:07 |
| 9.  | Ma peine                        | Amel Bent, Vitaa, John Mamann, High P, Mickael Miro | Amel Bent, Vitaa, John Mamann, High P, Mickael Miro | 3:05 |
| 10. | K.O                             | Amel Bent, Mosimann, François Welgryn               | Mosimann, François Welgryn                          | 3:02 |
| 11. | Merci Monsieur                  | Amel Bent, Dadju, Renaud Rebillaud, Vitaa           | Amel Bent, Dadju, Renaud Rebillaud, Vitaa           | 3:51 |
| 12. | Le Chant des colombes           | Renaud Rebillaud, Vitaa, Camélia Jordana            | Vitaa, Camélia Jordana, Renaud Rebillaud            | 3:25 |
| 13. | J'étais celle                   | Ben Mazué                                           | Ben Mazué                                           | 2:56 |
| 14. | Lossa (feat. Benny Adam)        | Amel Bent, Vitaa, John Mamann, Benny Adam           | Benny Adam                                          | 2:38 |

## Clips vidéo
- Jusqu'au bout (feat. Imen Es), le 1er juillet 2020
- 1,2,3 (feat. Hatik), le 21 décembre 2020
- Le chant des colombes, le 1er septembre 2021
- Ton nom, le 1er février 2022
- Lossa (feat. Benny Adam), le 29 juin 2022[12]
- Tu l'aimes encore (feat. Dadju), le 6 février 2023

## Accueil commercial
L'album se classe directement à la 1re place en France la semaine de sa sortie. Après 7 mois d'exploitation, il est certifié disque d'or.

### Classements
| Classement (2021)            | Meilleure position |
| ---------------------------- | ------------------ |
| France (SNEP)                | 1                  |
| Suisse (Schweizer Hitparade) | 41                 |
| Suisse (Charts Romandie)     | 6                  |
| Belgique (Wallonie Ultratop) | 7                  |

### Certifications
| Région                                                                                                 | Certification | Ventes/Streams |
| --- | ------------- | -------------- |
| France (SNEP)                                                                                          | Platine       | 100 000*       |
| Belgique (BEA)                                                                                         | Or            | 10 000*        |
| *Ventes selon la certification ^Mise en rayon selon la certification xNon précisé par la certification |               |                |